# Birdman (raper)
Birdman, właściwie Bryan Williams, inny pseud. Baby (ur. 15 lutego 1969 w Nowym Orleanie) – amerykański raper, wydawca i producent muzyczny.

## Początki i wzrost sławy
W 1991 wraz z bratem Ronaldem założył wytwórnię hiphopową Cash Money Records, do której zaprosił Lila Wayne’a, Juvenila, Turka i B.G (Baby Gangsta), którzy stworzyli formację Hot Boyz. Formacja ta pchnęła do przodu wszystkie kariery solowe jej członków, a także całą wytwórnię, w tym samego Birdmana. Pod pseudonimem „Baby” Birdman nagrał kilka albumów z Mannie Freshem, z którym założył duet Big Tymers. Po kłótniach o pieniądze członków Cash Money z Birdmanem wytwórnia straciła na sile, a Birdmanowi pozostał tylko Lil' Wayne, który został C.E.O. Cash Money. W 2007 Birdman wydał solową płytę Five Star Stunna, na której pojawił się Lil' Wayne, Rick Ross czy DJ Khaled.
Po jakimś czasie świat obiegły zdjęcia, na których Birdman całuje Lila Wayne’a. Birdman tłumaczył to w ten sposób, że traktuje Weezy'ego jak własnego syna, po czym wydali wspólną płytę pod tytułem Like Father, Like Son, która sprzedała się w nakładzie 762 000 egzemplarzy w USA.

## Dyskografia
Albumy studyjne
- Birdman (2002)
- Fast Money (2005)
- 5 * Stunna (2007)
- Pricele$$ (2009)

Kolaboracyjne
- Like Father, Like Son (z Lil Wayne'em) (2006)

## Filmografia
- Baller Blockin (2000)